# Robin Hood Aviation
Robin Hood Aviation fue una aerolínea austríaca que operaba vuelos entre Austria y Suiza. Fue fundada en 2007 y se declaró en quiebra en 2011. 

## Historia
Robin Hood Aviation fue fundada en 2007, obtuvo su certificado de operador aéreo el 11 de abril de 2007 e inició sus operaciones en mayo de 2007.
- En octubre de 2008 se inauguró la ruta Graz-Stuttgart.
- Los vuelos de Linz a Zúrich se interrumpieron tras varios meses de actividad.
- En el verano de 2009 Robin Hood también operó desde Klagenfurt (Carintia) a Zúrich.
- Tras problemas financieros, Robin Hood Aviation se declaró en quiebra en marzo de 2010 (en ese momento contaba con 24 empleados). La aerolínea pudo continuar con sus actividades.
- El 23 de agosto de 2011 Robin Hood Aviation se declaró en quiebra y cesó sus operaciones al día siguiente.[2]

## Antiguos destinos
Robin Hood Aviation operó los siguientes destinos durante su existencia: 
| Países   | Destinos   | Aeropuertos                        |
| -------- | ---------- | ---------------------------------- |
| Alemania | Stuttgart  | Aeropuerto de Stuttgart            |
| Austria  | Graz       | Aeropuerto de Graz (HUB)           |
| Austria  | Klagenfurt | Aeropuerto de Klagenfurt           |
| Austria  | Linz       | Aeropuerto de Linz                 |
| Suiza    | Zúrich     | Aeropuerto Internacional de Zúrich |

## Flota histórica
La flota de Robin Hood Aviation consistió en las siguientes aeronaves:
| Aeronaves                 | Total | Introducido | Retirado | Matrículas      |
| ------------------------- | ----- | ----------- | -------- | --------------- |
| Beechcraft Super King Air | 1     | ¿2007?      | 2012     | OE-FOS          |
| Cessna 525 CitationJet    | 1     | 2007        | 2012     | OE-FCW          |
| Saab 340                  | 2     | 2007        | 2011     | OE-GIR y OE-GOD |